# Variantes del náhuatl
Las lenguas nahuas o aztecanas son una ramificación del tronco yutonahua que han sido objeto de un cambio fonético, conocido como ley de Whorf, que cambió una original *t a /tɬ/ antes de *a, en México se ha propuesto “nahuatlano” para designar a esta familia.  Posteriormente, algunas lenguas nahuas han cambiado este /tɬ/ a /l/ o volvieron a /t/, pero todavía puede verse que la lengua pasó por una etapa /tɬ/. La variante de náhuatl con mayor número de hablantes es el mexicano de la Huasteca.
Algunas autoridades, como el gobierno de México a través del INALI, los centros de investigación lingüística como Ethnologue, o Glottolog, consideran las variedades de náhuatl moderno de ciertas zonas como lenguas distintas, ya que a menudo son mutuamente ininteligibles y sus hablantes tienen identidades étnicas distintas. A partir de 2007, el gobierno mexicano reconoce treinta variedades que se hablan en México como variantes lingüísticas (véase la lista más abajo).
Los investigadores distinguen varias áreas dialectales en las que cada una tiene una serie de características comunes: Un esquema de clasificación distingue dialectos centrales innovadores, que se hablaban en los alrededores de la Ciudad de México, a partir de este centro las periféricas son más conservadoras y se hablan al norte, sur y este de la zona central; mientras que otro esquema distingue una división básica entre los dialectos occidental y oriental.
Las lenguas nahuas incluyen no sólo las variedades conocidas como náhuatl, sino también el náhuat de El Salvador y el extinto pochuteco. La distinción entre el náhuatl y pochuteco ahora se piensa que es debido al contacto entre lenguas.

## Inteligibilidad
Las diferencias entre las variedades de náhuatl no son triviales, y en muchos casos como resultado de una baja o falta de inteligibilidad mutua, las personas que hablan una variedad de una rama no pueden entender o ser entendido por los de otra,[cita requerida] Por lo tanto, por ese criterio, podrían ser considerados diferentes idiomas. Las divisiones ISO hacen referencia a esta característica y responden a la inteligibilidad más que a consideraciones históricas o de reconstrucción. Al igual que los grupos de más alto nivel, que tampoco son evidentes y están sujetas a una considerable controversia.
Sin embargo, las variantes están estrechamente relacionadas entre sí a excepción del idioma Pochuteco que es el más diferenciado de todos, sin embargo, no deja de ser una lengua yutonahua y mantener una filiación directa con las lenguas nahuas mucho más estrecha que con otros idiomas yutonahuas, tales como el cora, el huichol, el tepehuán, el tarahumara o el yaqui / mayo.

## Investigación lingüística histórica
Poco se ha hecho en el camino de la lingüística histórica para el náhuatl (hoy en día a menudo cambiado el nombre a simplemente nahua) como rama del uto-azteca.
Lyle Campbell y Ronald Langacker, en un artículo cuyo enfoque fue la reconstrucción interna de los vocales de Proto-nahua (o proto-azteca), hicieron dos propuestas de impacto duradero en cuanto a la clasificación interna de la rama nahuana. Se introdujo la idea, que rápidamente fue aceptada como probada más allá de virtualmente cualquier duda, que el conocido cambio de proto-uto-azteca */ta/ a */t͡ɬa-/ fue un desarrollo en Proto-nahua y no un desarrollo posterior en algunos dialectos descendiente de Proto-nahua.
En segundo lugar, ellos habían aportado nuevos argumentos para dividir la rama en dos subdivisiones: Pochuteco, cuyo único miembro es el Idioma pochuteco, que se extinguió en algún momento del siglo XX, y el “azteca general”, que incluye el idioma náhuat y todos los dialectos que se hablan en México y que están claramente muy relacionado con el lenguaje literario extinguido, el náhuatl clásico. Esta división binaria del nahua ya era de la opinión de la mayoría de los especialistas, pero los nuevos argumentos de Campbell y Langacker se recibieron como convincentes. Además, adoptaron el término "general aztec”, que introdujeron y difundieron para mostrar un desarrollo individual de esta familia independiente de otras lenguas yutonahuas. Parte de su reconstrucción acerca de las vocales proto-nahuas fue disputada por Dakin en 1983.
El estudio fundamental de la historia de las lenguas nahuas que cambio la visión que se tenía lo hizo Una Canger en "Five Studies Inspired by Náhuatl Verbs in -oa" en el que se explora el desarrollo histórico de la gramática de los verbos terminados en -oa y -ia. Ella muestra que los verbos en -oa y -ia son histórica y gramaticalmente distintos de verbos en -iya y -owa, a pesar de que no se distinguen en la pronunciación en cualquier dialecto moderno. Ella muestra la base histórica de las cinco clases de verbos, sobre la base de cómo se forman el pasado perfecto, y ella muestra que todas las diferentes formas del tiempo pasado se derivan de un solo morfema -ki que se ha desarrollado de manera diferente dependiendo de la forma fonológica del verbo al que se añade como sufijo. También explica el desarrollo histórico del sufijo aplicativo con la forma -lia -lwia como procedentes de la forma de un solo sufijo -liwa.
En 1984 Canger y Dakin publicaron un artículo en el que mostraban que la proto-nahua *ɨ se había convertido en /e/ en algunos dialectos nahuas e /i/ en los demás, a la vez propusieron que esta división fue una de las divisiones más antiguas del grupo nahua. Dakin ha propuesto una clasificación interna histórica del nahua (2000), en esta afirma que hubo dos grupos de migraciones al centro de México y finalmente, hacia el sur hasta América Central. Los dialectos orientales fueron los primeros en desplazarse; siglos después, el segundo grupo de migraciones produjo los dialectos occidentales. Sin embargo, muchos dialectos modernos son el resultado de la mezcla entre particulares formas orientales y occidentales.
Campbell en su gramática del Pipil discutió el problema de la clasificación del náhuat. Para este autor es o bien un descendiente directo del proto-náhuatl (en su opinión) o es una gran variante de la rama oriental del náhuatl (esta es la postura de Lastra de Suárez y Dakin).
Dakin (1991) sugirió que las irregularidades en el sistema del náhuatl moderno de prefijos posesivos podrían deberse a la presencia en el proto-nahua de distintos marcadores gramaticales, básicamente por dos tipos de posesión. En la década de 1990, aparecieron dos documentos que abordaban el viejo problema de la investigación del saltillo en náhuatl: un documento perdido de Whorf (1993), y las aportaciones de Manaster Ramer (1995).

## Lenguas nahuas y su clasificación
Un esquema centro-periferia fue introducido por Canger en 1978 y apoyado por los datos históricos comparativos en 1980. Lastra de Suárez en su compendio de 1986 dividía los dialectos en un centro y zonas periféricas basada en la evidencia estrictamente sincrónica. El posterior artículo de 1988 por Canger aportó más evidencia histórica de esta división.

### Los estudios de dialectos individuales
Hasta mediados del siglo XX, la investigación en lenguas nahuas se limita casi exclusivamente a la lengua literaria que existió aproximadamente entre 1540 a 1770 (que ahora se conoce como náhuatl clásico, aunque el término "clásico" casi nunca fue utilizado antes del siglo XX). Desde la década de 1930, han aparecido varias gramáticas de los dialectos modernos individuales (ya sea en forma de artículo o de libro), comenzando con la obra de William Townsend acerca del náhuatl de Tetelcingo en 1935, además de otros artículos de alcance más limitado.

### Clasificación
La historia de la clasificación dialectal nahua durante el siglo XX y hasta el año de 1988 ha sido revisada por Canger. Antes de 1978, las propuestas de clasificación se habían basado en los grados de mayor o menor afinidad a una de tres opciones posibles, que son /t͡ɬ~ t ~ l/ (la africada lateral /t͡ɬ/ del náhuatl clásico y muchos otros dialectos corresponde a /t/ en la variante oriental y los dialectos del sur y de /l/ en los dialectos occidentales). Benjamin Lee Whorf (1937) realizó un análisis y concluyó que / t͡ɬ / es un  reflejo  del proto-uto-azteca */t/ ante /a/. La propuesta de Canger cambió lo que previamente en 1978 Campbell y Langacker habían hecho, que en su tiempo fue inmediatamente aceptada la cual decía que este cambio de sonido había ocurrido en el Proto-azteca (el dialecto antepasado de Pochuteco y del “azteca general”) y que, por tanto, la correspondiente /t/ o /l/ en los dialectos nahuas eran innovaciones.

#### División Oriental-Occidental
Dakin da la siguiente clasificación de las variantes del náhuatl, basado en sus publicaciones anteriores.
- Náhuatl Oriental
  - La Huasteca
  - Centro de Guerrero
  - Sierra de Puebla
  - Tehuacán–Zongolica
  - Istmo
  - Idioma náhuat
- Náhuatl Occidental
  - Náhuatl central
    - Náhuatl clásico
    - Náhuatl del centro (Ciudad de México, Morelos, Tlaxcala, Estado de México, etc.)
    - Náhuatl Norte de Puebla

  - Náhuatl de la Periferia Occidental
    - Colima-Durango
    - Norte del estado de México (Almomoloa, Sultepec)
    - Jalisco–Nayarit
    - Norte de Guerrero
    - Michoacán
    - Pochuteco

La mayoría de los especialistas en idioma náhuat (El Salvador) consideran que se ha ido distanciando del náhuatl hasta el punto de que ya no debe ser considerado como una variedad del náhuatl.

#### División Centro-Periferia
Canger (1978; 1980) y Lastra de Suárez (1986) han aportado los mejores datos y metodologías para la clasificación de las variantes de esta zona con una buena documentación. Canger propuso una sola agrupación central y varias agrupaciones periféricas. La agrupación Centro fue formulada a partir de la hipótesis de que surgió durante el desarrollo del estado mexica, por la difusión de la característica definitoria (una innovadora forma verbal) y otras características del prestigioso dialecto de la capital. Se consideró que los dialectos que lo habían adoptado podrían haber sido de otras divisiones del “azteca general”. en cuanto a los diversos grupos periféricos, su identidad como periférica se define negativamente, es decir, por su falta de la función gramatical que, se propone, define la agrupación central. Canger reconoció la posibilidad de que siglos de migración humana y la difusión de “funciones gramaticales” de otras lenguas pudo haber oscurecido las relaciones genéticas (la evolución de la ramificación) entre los dialectos del náhuatl.
Algunas de las isoglosas utilizados por Canger para establecer la dicotomía dialectal periférica / centro son los siguientes:
| Central                                    | Periferia                                  |
| ------------------------------------------ | ------------------------------------------ |
| #e- vocal inicial e                        | #ye- epentética y antes de inicial e       |
| mochi "todo"                               | nochi "todo"                               |
| totoltetl "huevo"                          | teksistli "huevo"                          |
| tesi "moler"                               | tisi "moler"                               |
| -h/ʔ sufijo plural de verbo                | -lo sufijo plural de verbo                 |
| -tin preferido sufijo plural de sustantivo | -meh preferido sufijo plural de sustantivo |
| o- prefijo del pasado                      | – ausencia de prefijo                      |
| -nki/-wki " formas del participio pasado"  | -nik/-wik " formas del participio pasado"  |
| tliltik "negro"                            | yayawik "negro"                            |
| -ki sufijo del nombre de agente            | -ketl/-katl sufijo del nombre de agente    |

Lastra de Suárez en su obra "Las áreas dialectales del náhuatl moderno" (1986) confirmó el concepto de la dicotomía geográfica centro / periferia, pero modificó la asignación de algunos subgrupos al centro de la periferia de Canger. Las tres divergencias más importantes son probablemente las que implican a los dialectos huastecos y el dialecto de Zongolica, y los dialectos del noroeste de Guerrero; Lastra los clasifica como periférica central y centro, respectivamente, mientras que en cada caso Canger hace lo contrario.
La situación dialectal es muy compleja y la mayoría de las categorías, entre ellas las presentadas anteriormente, son de naturaleza controvertida. Lastra escribió, "Las isoglosas raramente coinciden, como resultado se puede dar mayor o menor importancia a una función y hacer la división [dialectal] que se juzgue apropiada." (1986: 189). Y advirtió: "Insistimos en que esta clasificación no es [totalmente] satisfactoria" (1986: 190). Ambas investigadoras hicieron hincapié en la necesidad de más datos con el fin de que haya avances en el campo de la dialectología náhuatl. Desde la década de 1970, ha habido un aumento en la investigación, cuyo objetivo inmediato es la producción de gramáticas y diccionarios de dialectos individuales. También hay estudios detallados de la variación dialectal en el subgrupo conocido a veces como el "Náhuatl de Zongolica", primero hecho por Cristina Monzón en 1990 y años más tarde Andrés Hasler Hangert retoma y resume la dificultad de clasificar los dialectos de Zongolica; retomando las palabras de Juan Hasler quien había interpretado la presencia en la región de una mezcla de características orientales y de características centrales como una indicación de un sustrato, decir tenemos un náhuatl del este y un super-estrato del náhuatl central. Una Canger clasifica la región como parte de la zona oriental, mientras que Yolanda Lastra lo clasifica como parte de la zona central".
Lastra en sus atlas de dialectos propuso tres grupos periféricos: Este, oeste, y la Huasteca:
- Periferia Occidental
  - Costa  Occidental
  - Occidente del estado México
  - Durango–Nayarit
- Periferia Oriental
  - Sierra de Puebla[16]
  - Istmo
  - Idioma náhuat
- Huasteca
- Centro
  - Sub-área Nuclear (en y cerca de la Ciudad de México)
  - Puebla–Tlaxcala (áreas por la frontera entre los estados de Puebla y Tlaxcala)
  - Xochiltepec–Huatlatlauca (al sur de la ciudad de Puebla)
  - Sureste de Puebla (esta agrupación se extiende sobre la Sierra de Zongolica que se encuentra en el estado vecino de Veracruz)
  - Centro de Guerrero (llamada; En realidad Norte de Guerrero, siendo específicamente la región del río Balsas)
  - Sur de Guerrero

### Lista de los dialectos reconocidos por el gobierno mexicano
Esta lista fue elaborada por el Instituto Nacional de Lenguas Indígenas (INALI) y la denomina Catálogo de Lenguas Indígenas Nacionales. El texto completo tiene las “autodenominaciones” de los nombres y las listas de los poblados donde se habla cada variante.
- Náhuatl de la Sierra, noreste de Puebla
- Náhuatl del noroeste central
- Náhuatl del Istmo
- Mexicano de la Huasteca veracruzana
- Náhuatl de la Huasteca potosina
- Náhuatl de Oaxaca
- Náhuatl de la Sierra negra, sur
- Náhuatl de la Sierra negra, norte
- Náhuatl central de Veracruz
- Náhuatl de la Sierra oeste
- Náhuatl alto del norte de Puebla
- Náhuatl del Istmo bajo
- Náhuatl del centro de Puebla
- Mexicano bajo de occidente
- Mexicano del noroeste
- Mexicano de Guerrero
- Mexicano de occidente
- Mexicano central de occidente
- Mexicano central bajo
- Mexicano de Temixco
- Mexicano de Puente de Ixtla
- Mexicano de Tetela del Volcán
- Mexicano alto de occidente
- Mexicano del oriente
- Mexicano del oriente central
- Mexicano del centro bajo
- Mexicano del centro alto
- Mexicano del centro
- Mexicano del oriente de Puebla
- Mexicano de la Huasteca Hidalguense

### Lista de los dialectos con códigoISO 639-3
(nombre [código ISO] – ubicación ~número aproximado de hablantes)
- Nahuatl, Eastern Huasteca [nhe] – norte de Veracruz, Norte de Puebla  ~450,000[18]
- Nahuatl, Western Huasteca [nhw] – San Luis Potosí,  ~400,000[19]
- Nahuatl, Central Huasteca [nch] – Hidalgo, ~200,000[20]
- Nahuatl, Guerrero [ngu] – Guerrero  ~200,000
- Nahuatl, Orizaba [nlv] – Centro de Veracruz  ~140,000
- Nahuatl, Southeastern Puebla [npl] – Sureste de Puebla  ~135,000
- Nahuatl, Highland Puebla [azz] – Sierra de Puebla  ~125,000
- Nahuatl, Northern Puebla [ncj] – Norte de Puebla  ~66,000
- Nahuatl, Central [nhn] – Tlaxcala, Puebla  ~50,000
- Nahuatl, Sierra Negra [nsu] – Sur de Puebla ~25,000
- Nahuatl, Isthmus-Mecayapan [nhx] – Sur de Veracruz  ~20,000
- Nahuatl, Central Puebla [ncx] – Centro de Puebla  ~18,000
- Nahuatl, Morelos [nhm] – Morelos  ~15,000
- Nahuatl, Northern Oaxaca [nhy] – Norte de Oaxaca, Sur de Puebla  ~10,000
- Nahuatl, Huaxcaleca [nhq] – Puebla ~7,000
- Nahuatl, Isthmus-Pajapan [nhp] – Sur de Veracruz ~7,000
- Nahuatl, Isthmus-Cosoleacaque [nhk] – Sur de Veracruz ~5,500
- Nahuatl, Tetelcingo [nhg] – Morelos  ~3,500
- Nahuatl, Michoacán [ncl] – Michoacán  ~3,000
- Nahuatl, Santa María de la Alta [nhz] – Puebla  ~3,000
- Nahuatl, Zacatlán-Ahuacatlán-Tepetzintla  (Tenango Nahuatl) [nhi] – Sierra Norte de Puebla  ~2,000
- Nahuatl, Tlamacazapa [nuz] – Guerrero  ~1,500
- Nahuatl, Coatepec [naz] – Suroeste del estado de México, Noroeste de Guerrero  ~1,500
- Nahuatl, Eastern Durango [azd] – Sur de Durango  ~900 (Antes de 2015 era el código [nln], ya desechado)
- Nahuatl, Ometepec [nht] – Costa Chica de Guerrero, Oeste de Oaxaca  ~500
- Nahuatl, Western Durango [azn] – Nayarit ~400
- Nahuatl, Temascaltepec [nhv] – Suroeste del estado de México  ~300
- Nahuatl, Tlalitzlipa [nhj] – Puebla  ~100 (Fusionado en 2016 con nhi por lo que desaparece nhj)
- Nahuatl, Tabasco [nhc] – Tabasco ~30